# Phineas e Ferb (videogioco)
Phineas e Ferb è un videogioco platform per Nintendo DS pubblicato da Disney Interactive Studios, riguardante l'omonima serie televisiva animata. Il gioco è uscito in America del Nord il 3 febbraio 2009, e in Europa il 27 marzo. È il primo videogioco su Phineas e Ferb. Ha avuto un seguito: Phineas e Ferb: Ride Again.
La trama del gioco è simile a quella della serie; il giocatore controlla Phineas Flynne e il suo fratellastro Ferb Fletcher, che si imbattono in numerose avventure durante le loro vacanze estive. I due evitano inoltre di evitare la sorella Candace, che cerca sempre di catturarli. Numerosi minigiochi sono disseminati lungo il percorso di gioco.